# Gai Aviè
Gai Aviè (en llatí Caius Avienus) era tribú militar a la Legio X. A conseqüència de les seves infàmies durant la guerra a l'Àfrica l'any 46 aC va ser expulsat ignominiosament de l'exèrcit, segons Aule Hirti.